# Kåxhultetjärnen
Kåxhultetjärnen är en sjö i Färgelanda kommun i Dalsland och ingår i Örekilsälvens huvudavrinningsområde. Sjöns area är 0,017 kvadratkilometer och den är belägen 150 meter över havet.